# يورغن جراف
يورغن جراف هو مدرس سويسري، ولد في 15 أغسطس 1951 في بازل في سويسرا.